# Brachymyrmex heeri
Brachymyrmex heeri é uma espécie de inseto do gênero Brachymyrmex, pertencente à família Formicidae.